# Hans Bender
Hans Bender (Friburgo de Brisgovia, Alemania, 5 de febrero de 1907 - ibídem, 7 de mayo de 1991) fue un psicólogo y médico alemán más conocido por ser un asiduo conferencista sobre parapsicología, y por ser responsable del establecimiento del instituto parapsicológico Institut für Grenzgebiete der Psychologie und Psycohygiene en Friburgo. Durante varios años, Bender fue sinónimo de la parapsicología alemana. Era un investigador de experiencias humanas inusuales, por ejemplo, duendes y clarividentes. Uno de sus casos más famosos fue el poltergeist de Rosenheim.

## Obras
(A completar)
- Bender, H. 1936 : Psychische Automatismen. Leipzig :Barth.
- Bender, H. 1950/51. «Der Okkultismus als Problem der Psychohygiene», en: Neue Wissenchaft 1 (3) : 34-42.
- Bender, H. 1957. «Präkognition in qualitativen Experiment. Zur Methodik der ‘Platzexperimente’ mit dem Sensitiven Gerard Croiset», en: Zeitschrift für Parapsychologie und Grenzgebiete der Psychologie 1 : 5-36.
- Bender, H. 1957/58. «Parapsychische Phänomene als wissenschaftliche Grenzfrage», en: Zeitschrift für Parapsychologie und Grenzgebiete der Psychologie 1 : 124-154.
- Bender, H. 1958. «Ein Rundgespräch über die soziale Funktion des Aberglaubens», en: Zeitschrift für Parapsychologie und Grenzgebiete der Psychologie 2 : 173-201.
- Bender, H. 1958/59 : »Mediumistische Psychosen», en: Zeitschrift für Parapsychologie und Grenzgebiete der Psychologie 2 : 173-201.
- Bender, H. 1960. «C.G. Jung zum 85. Geburtstag», en: Zeitschrift für Parapsychologie und Grenzgebiete der Psychologie 4 : 1-7.
- Bender, H. 1962/63. «Hans Berger und die energetische Theorie der Telepathie», en: Zeitschrift für Parapsychologie und Grenzgebiete der Psychologie6 : 182-191.
- Bender, H. 1964. «Formen der Einstellung zur Parapsychologie», en: Zeitschrift für Parapsychologie und Grenzgebiete der Psychologie 7 : 85-92.
- Bender, H. 1965. «Das ‘Blutwunder’ des hl. Januarius in Neapel», en: Zeitschrift für Parapsychologie und Grenzgebiete der Psychologie 8 : 176-197.
- Bender, H. 1968. «Der Rosenheimer Spuk – ein Fall spontaner Psychokinese», en: Zeitschrift für Parapsychologie und Grenzgebiete der Psychologie 11 : 104-112.
- Bender, H. 1970a. «Neue Entwicklungen in der Spukforschung», en: Zeitschrift für Parapsychologie und Grenzgebiete der Psychologie 12 : 1-18.
- Bender, H. 1970b. «Zur Analyse aussergewöhnlicher Stimmphänomene auf Tonband», en: Zeitschrift für Parapsychologie und Grenzgebiete der Psychologie 12 : 226-238.
- Bender, H. 1973. «Parapsychology in Germany», en: Angoff, A. & Shapin, B. (ed.) : Parapsychology Today : A Geographic View. New York : Parapsychology Foundation, pp. 77-87.
- Bender, H. 1979. «Psychohygienische und forensische Aspekte der Parapsychologie», en: Condrau, G. (Hrsg.) : Die Psychologie des 20. Jahrhunderts, Band XV. Zürich : Kindler, S. 651-672.
- Bender, H. 1980. «Kriegsprophezeiungen I», en: Zeitschrift für Parapsychologie und Grenzgebiete der Psychologie 22 : 1-22.
- Bender, H. 1981. «Kriegsprophezeiungen II», en: Zeitschrift für Parapsychologie und Grenzgebiete der Psychologie 23 : 129-163.
- Bender, H. 1983. «Fallstricke des Vorurteils », in Psychologie heute 10 (9) : 67-70.
- Bender, H. 1984 : Umgan mit dem Okkulten. Freiburg i.Br. : Aurum.
- Bender, H. & Bauer, E. 1977. «Parapsychologie», en: Hermann, T., Hofstätter, P.R., Huber, H.P. & Weinert, F.E. (Hrsg.) : Handbuch psychologischer Grundbegriffe. München : Kösel, S. 335-341.
- Bender, H. & Bonin, W. 1984. «Okkultismus», en: Ritter, J. & Gründer, K. (Hrsg.) : Historisches Wörterbuch der Philosophie. Basel/Stuttgart : Schwabe, Sp. 1142-1146.
- Bender, H., Hampel, R., Kury, H. & Wendlandt, S. 1975. «Der ‘Geller-Effekt’ I», en: Zeitschrift für Parapsychologie und Grenzgebiete der Psychologie 17 : 219-240.
- Bender, H., Hampel, R., Kury, H. & Wendlandt, S. 1975. «Der ‘Geller-Effekt’ II», en: Zeitschrift für Parapsychologie und Grenzgebiete der Psychologie 18 : 1-20.
- Bender, H., Hampel, R., Kury, H. & Wendlandt, S. 1975. «Der ‘Geller-Effekt’ III», en: Zeitschrift für Parapsychologie und Grenzgebiete der Psychologie 18 : 105-116.
- Bender, H. & Lischke, G. 1968. «The Wittelmeyer precognition experiments», en: Roll, W.G. (ed.) : Proceedings of the Parapsychological Association N°5 : 26-28.
- Bender, H. & Mischo, J. 1960/61. «‘Präkognition’ in Traumserien I», en: Zeitschrift für Parapsychologie und Grenzgebiete der Psychologie 4 : 114-198.
- Bender, H. & Mischo, J. 1960/61. «‘Präkognition’ in Traumserien II», en: Zeitschrift für Parapsychologie und Grenzgebiete der Psychologie 5 : 10-47.
- Bender, H. & Mischo, J. 1978. «Das ‘Geständnis’ des Heiner Scholz», en: Zeitschrift für Parapsychologie und Grenzgebiete der Psychologie 20 : 235-248.
- Bender, H. & Vandrey, R. 1976. «Psychokinetische Experimente mit dem Berner Graphiker Silvio», en: Zeitschrift für Parapsychologie und Grenzgebiete der Psychologie 18 : 217-241.